# Birgit Huebner
Birgit Huebner (* 27. Juni 1966 in Bonn) ist eine deutsche Künstlerin, die sich mit Installationen und Fotografien um den Themenkomplex Sprechen, Singen, Tanzen beschäftigt.

## Leben
Sie belegte ein Kunststudium 1989–1993 an der Kunstakademie Düsseldorf bei Alfonso Hüppi. 1989 erhielt sie ein  Studienstipendium an der Ecole nat. sup. des Beaux-Arts in Paris. 2000 war sie Förderpreisträgerin Kunstpreis der Stadt Düsseldorf. 2003 folgte ein Projektstipendium „Rohkunstbau“ Schloss Groß Leuthen bei Lübben. Zwischen 2000 und 2009 erhielt Huebner Lehraufträge für Bildhauerei, Installation, Performance und Kunstvermittlung an der Kunstakademie Düsseldorf, BU Wuppertal, HHU Düsseldorf und Universität Koblenz. Kuratorentätigkeit übte sie 2004–2008 beim Kunstraum Düsseldorf aus. Als kunstvermittelnde Tätigkeit betreibt sie seit 2001 künstlerisch-wissenschaftliche Mitarbeit in der Abteilung kulturelle Bildung am museum kunst palast in Düsseldorf. Huebner ist Mitglied im Deutschen Künstlerbund. 
Sie lebt in Düsseldorf.

## Werk
Huebner befasst sich vorrangig mit dem Thema Mensch und dessen Kommunikationspraktiken. Dabei erforscht sie die Ausdrucksmöglichkeiten durch Tanz und Gesang. Ausgangspunkt ist dabei oftmals der eigene Körper, dessen Erfahrungen sie ins Bildnerische transformiert. Auf der Folie der eigenen tänzerischen Auseinandersetzung mit der Tanztheorie von Rudolf Laban und Irmgard Bartenieff erkundet sie mit ihren gestalterischen Arbeiten das Spannungsfeld zwischen verbaler und nonverbaler Kommunikation.

## Ausstellungen (Auswahl)
(E) = Einzelausstellungen
- 2009 Kunstverein Oberhausen „All about New York“(E), Marabeja Galerie Kairo „Body“, Performances „Winterreise“+ „Vokalreport“ mit Frauke Ratzke im Gustav-Lübcke-Museum Hamm
- 2008 Maxhaus Düsseldorf „sprechen-singen-tanzen“(E), museum kunst palast „hausimhaus“ zur „Zerbrechlichen Schönheit“
- 2007 museum kunst palast Düsseldorf „Zungenporträts 1-7“, Künstlerverein Malkasten Düsseldorf „Kunstfilmtag“, 2003 Malkasten Düsseldorf (E), „Zunge, Sprache 1-7“, Kunstverein Krefeld (E), „Hände und Füße“, „Fotoarchiv nach Verben geordnet“, „X. ROHKUNSTBAU“, Projektstipendiatin, Groß Leuthen (bei Berlin), „Ein europäisches Porträt“
- 2005 Kunstverein Region Heinsberg, Jubiläumsausstellung, 20 × 20
- 2002 MAC Kunstraum Brüssel (E), „Hände und Füße“
- 2001 Mc Kinsey & Co., Düsseldorf (E), „Orte“
- 1995 „Der scharfe Blick“, Dt. Künstlerbund, Bundeskunsthalle Bonn (Katalog), „Papierskulpturen“, Kunstmuseum Düsseldorf
- 1994 Wewerka-Pavillon Münster (E), (Katalog), „Lichthaus“

## Publikationen
- 2008 „Gegenwärtigkeit und Fremdheit“, Westphal, Liebert (Hrsg.), Juventaverlag
- 2007 „Portraithaus“, Kunstforum, Häuser 2, Der Geist der Schwelle
- 2007 „singende Jugendliche“, Chrismon
- 2006 „Innen/Außen“, Onomato Düsseldorf
- 2005 „Körper“, Shedhalle Tübingen, Broschüre
- 2004 „Am Rande des Lichts, in Mitten des Lichts“, Lichtkunst und Lichtprojekte im öffentlichen Raum in NRW. ISBN 3-87909-853-0.
- 2003 „X. ROHKUNSTBAU“. Zeitgenössische Kunst vom 5. Juli bis 31. August 2003. ISBN 3-00-011728-8.
- „1994-1999 memory. birgit huebner“, herausgegeben von der Stadt Neuss, anlässlich der Ausstellung im Kulturforum „Alte Post“ in Neuss; ISBN 3-932933-07-9.